# Кокати
Кокати (груз. კოკათი) — село в Грузии, на территории Ланчхутского муниципалитета края (мхаре) Гурия.

## География
Село находится в западной части Грузии, к северу от реки Супсы, на расстоянии приблизительно 12 километров (по прямой) к юго-западу от города Ланчхути, административного центра муниципалитета. Абсолютная высота — 183 метра над уровнем моря.

## Население
По результатам официальной переписи населения 2014 года, в Кокати проживало 120 человек (63 мужчины и 57 женщин). В национальной структуре населения грузины составляли 99,2 %, украинцы — 0,8 %.
| Год  | Население, человек |
| ---- | ------------------ |
| 2002 | 167                |
| 2014 | ↘ 120              |